# Wonoharjo (Pangandaran)
Wonoharjo is een bestuurslaag in het regentschap Ciamis van de provincie West-Java, Indonesië. Wonoharjo telt 9029 inwoners (volkstelling 2010).